# Пијанство
Пијанство је стање опијености алкохолним пићем. Пијанац (Алкохоличар) је особа код које је, услед прекомерне и хроничне употребе алкохолних пића, створена психолошка и физиолошка зависност од алкохола са штетним последицама по психофизичко здравље, економско стање, као и по њено морално и социјално понашање.
Респирација алкохола почиње у усној дупљи и наставља се кроз органе за варење, све до дебелог црева, брзином која зависи од његове концентрације и садржаја хране у желуцу и цревима. Највећи део унетог алкохола, око 90% се разграђује у организму, док се вишак одстрањује, непромењен путем мокраће, пљувачке, зноја, издахнутог ваздуха. Алкохол се приближно излучује брзином од око 1,5 g промила за један сат.

## Дефинисање алкохоличара
Године 1951. Светска здравствена организација у Копенхагену дефинисала је хроничног алкохоличара као: 
Хроничним алкохоличарем се сматра особа која ексцесивно пије и чија је зависност од алкохола толика, да показује видљиве душевне поремећаје или такве појаве које указују на оштећења физичког и психичког здравља, поремећаје односа с другим људима и погоршање њеног социјалног и економског стања или показује само знакове таквог развоја.
 Овој дефиницији, која је и данас у оптицају се замера истицање само социјалних и економских последица, без довољног акцента на психичке и соматске поремећаје, као и начина њихове идентификације. Владимир Худолин је 1972. године изменио ову дефиницију, у напору да је учини приступачнијом и кориснијом свима који се баве проблемом алкохолизма а нарочито лекарима, психолозима, социјалним радницима и другима. Његова дефиниција гласи: 
Алкохоличар је особа која је дуготрајном, прекомерном, конзумацијом алкохола постала зависна (психички, физички или и једно и друго) услед које су се развиле одређене здравствене (психичка или физичка оштећења) и социјалне потешкоће приступачне класичним медицинским и социјалним дијагностичким поступцима. Споменути симптоми морају бити присутни, а не смеју се само претпостављати, и на темељу анамнестичких података о прекомерном пијењу закључивати да болесник болује од алкохолизма.

## Алкохолна интоксикација
Алкохолна интоксикација је акутно тровање алкохолом као последица употребе веће количине алкохолних пића, у краћем временском периоду. У акутној алкохолној интоксикацији појављују се различити психички и соматски симптоми који то стање уврштавају и међу психичке поремећаје, мада је оно реверзибилно и релативно краткотрајно. Тежина клиничке слике интоксикације зависи од количине и врсте алкохола, као и количине алкохола у крви, и може ићи од лагане, која се једва примећује, све до смрти, због акутног тровања алкохолом. Уношењем алкохола у организам настаје измена менталног стања у смислу еуфорије, оптимистичности, омнипотенције, слабљења критичности и прецењивање сопствених капацитета и сл. Алкохолизам се може узети као добар пример за објашњење повезаности органског и психичког дела личности, тачније утицаја егзогених интоксикација на личност. У стању алкохолисаности (у зависности од степена, односно количине алкохола, као и толеранције организма), настају отежања и промене у мишљењу, у виду успореног мисаоног садржаја, као и отежаног схватања, повећана је сугестибилност, отежано је памћење и концентрација, расположења осцилирају, попушта функција воље, а емоција жудње доминира над нагонима за исхраном, сексуалним нагоном и социјалним нагонима такође.

## Патолошко пијанство
У случајевима патолошког пијанства, код нетолерантних особа на алкохол, може настати и привремена душевна поремећеност (сумрачно стање), као резултат поремећаја свести, који се карактеришу дезоријентацијом, поремећајем опажања у виду илузија и халуцинација, као и јак осећај страха и угрожености, који могу резултовати хомоцидним и суицидним актом (као одбрана од претећих садржаја из окружења). Овако нагло настала привремена душевна поремећеност може трајати неколико минута, али и више дана, завршава се терминалним сном, од неколико часова, као и делимичном или потпуном амнезијом.
Код особа којима је праг надражљивости нервних ћелија низак, конзумација алкохола може да буде окидач епилептичких напада. Напади епилепсије веома су драматични и почињу губитком свести, затим ритмичним трзањем једног дела или целог тела, с пеном на устима и умокравањем, због губитка контроле мишића бешике. Напади могу да се осете (аура) што је важно, приликом пада да би се избегле повреде. Напад почиње криком, паћен је грчом у мишића, променом боје лица у плавичасто, укочен поглед, прсти су стиснути у песницу, и могућим угризом језика приликом грчења мишића. За то време, престаје дисање, што даје још драматичнији тон целом нападу. Код већ утврђеног постојања епилептичне болести, алкохол не само да провоцира напад, већ може да изазове настанак епилептичног сумрачног стања, у претходном пасусу описаном. Престанком конзумације се отклања алкохолом условљеном епилепсија, без лекова за стално. Али у случајевима већ раније постојеће или услед пролонгираном употребом алкохола стечене епилепсије тиче, ту поред апстиненције је обавезно и узимање антиепилептичних лекова.

## Процена степена алкохолисаности
Процена степена алкохолисаности се мери на основу ниво алкохола у крви, путем прегледа лица, његове крви и мокраће, као и алкотестом. Нормална, ендогена, количина алкохола, која је у вези са физиолошким метаболичким процесима у организму износи од 0,1 до 0,3 грама промила (с изузецима), тако конзумирање малих количина алкохола, које не прелази количину од 0,5 g промила у крви, се назива стање алкохолисаности, и у оваквом стању знаци пијанства су једва приметни. Од већег је значаја акутно напитно стање, које настаје уносом већих количина алкохола у краћем временском периоду. У зависности од актуелне алколемије, фазе могу бити:
- Фаза припитог стања (0,5g-1g промила алкохола у крви), карактеришу промене у моторици, несигурност у ходу, говорљивост, на психичком плану се запажа умањење могућности објективне процене, прецењивање својих уз потцењивање туђих вредности, ослабљене могућности пажње, упамћивања, опажања, што се тиче вегетативних промена, запажају се пораст крвног притиска, убрзани рад срца, црвени лица.
- Фаза лаког пијанства (1g-1,5g промила алкохола у крви). У овој фази се раније наведени симптоми наглашавају.
- Фаза средњег пијанства (1,5g-2g промила алкохола у крви). Претходни симптоми су веома изражени, моторика је значајно ослабљена, запажају се проблеми дезоријентације у виду спацијалне и темпоралне, а искривљено опажање може да узрокује агресивност.
- фаза тешког пијанства (2g-3g промила алкохола у крви) се карактерише пуном дезоријентацијом, двоструким видом, повраћањем, особа је поспана, моторика је веома ослабљена, тако да је ход практично немогућ.
- Фаза несвесног стања. (3,5g – 5g промила алкохола у крви). Јављање несвесног стања може изазвати кому или чак смрт алкохолисаног лица (акутно тровање алкохолом).[7]

## Мамурлук
Мамурлук као симптом пијанства је праћен главобољом, појачаним умором, лошим сном, тешкоћама концентрације и упамћивања, појачаним осећајем жеђи због дехидрације организма, болом у трбуху, повраћањем и губитак апетита. Могуће су и опасније компликације као што су акутна реакција јетре и гуштераче.